# Juncus monanthos
Juncus monanthos là một loài thực vật có hoa trong họ Juncaceae. Loài này được Jacq. mô tả khoa học đầu tiên năm 1762.

## Hình ảnh

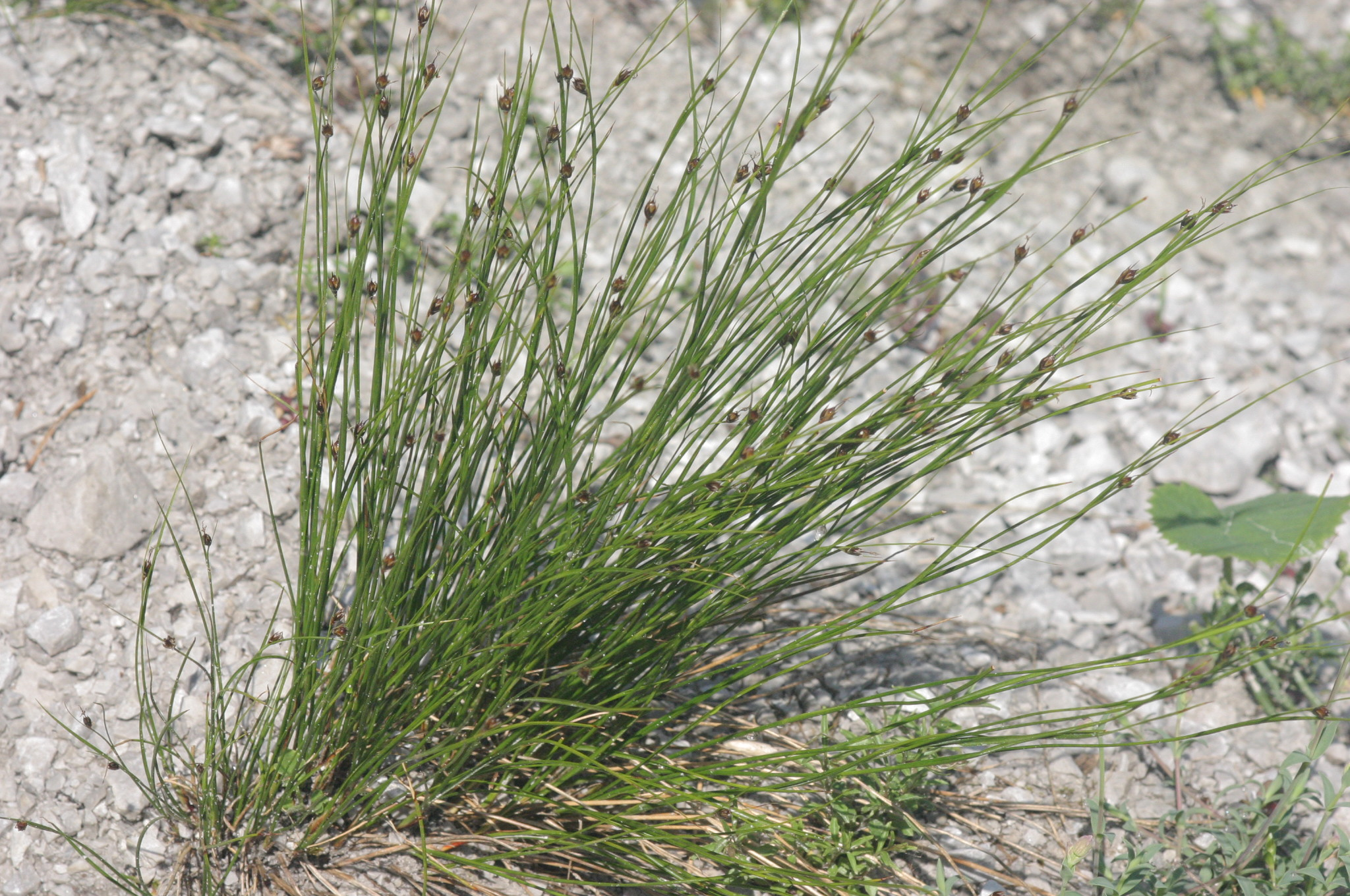
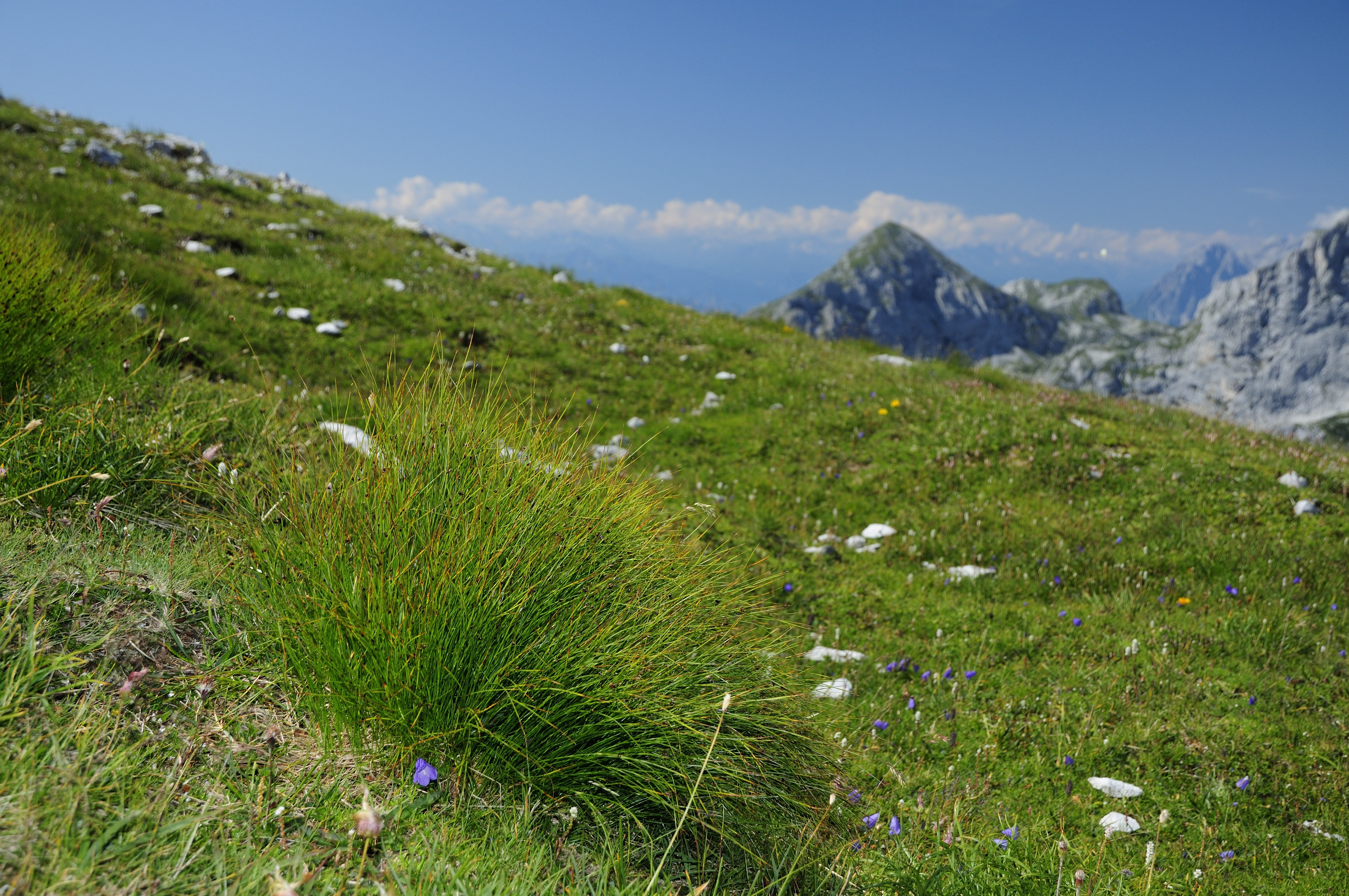
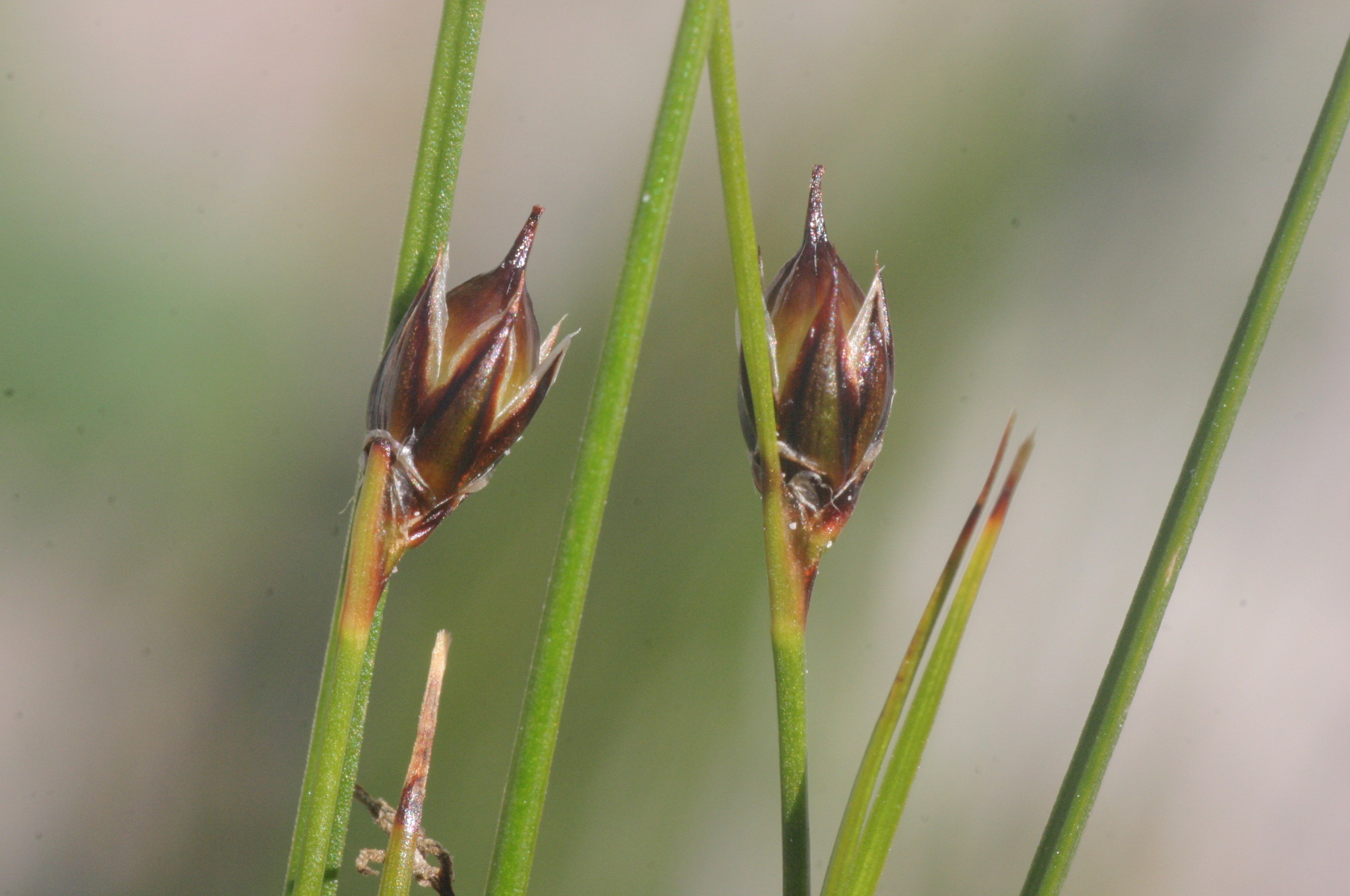